# Jezioro (województwo warmińsko-mazurskie)
Jezioro – wieś w Polsce położona w województwie warmińsko-mazurskim, w powiecie elbląskim, w gminie Markusy, na obszarze Żuław Elbląskich.
W latach 1975–1998 miejscowość administracyjnie należała do województwa elbląskiego.
Zobacz też: Jezioro, Jeziorowice, Jeziorowskie

## Zabytki
- Kościół mennonicki wraz z pozostałościami cmentarza.
- Most zwodzony na rzece Tynie.
- neogotycki kościół pw. Wniebowzięcia Najświętszej Maryi Panny z 1899 ze smukłą wieżą, z wyposażeniem wnętrz pochodzącym częściowo z XVI wieku.

## Galeria

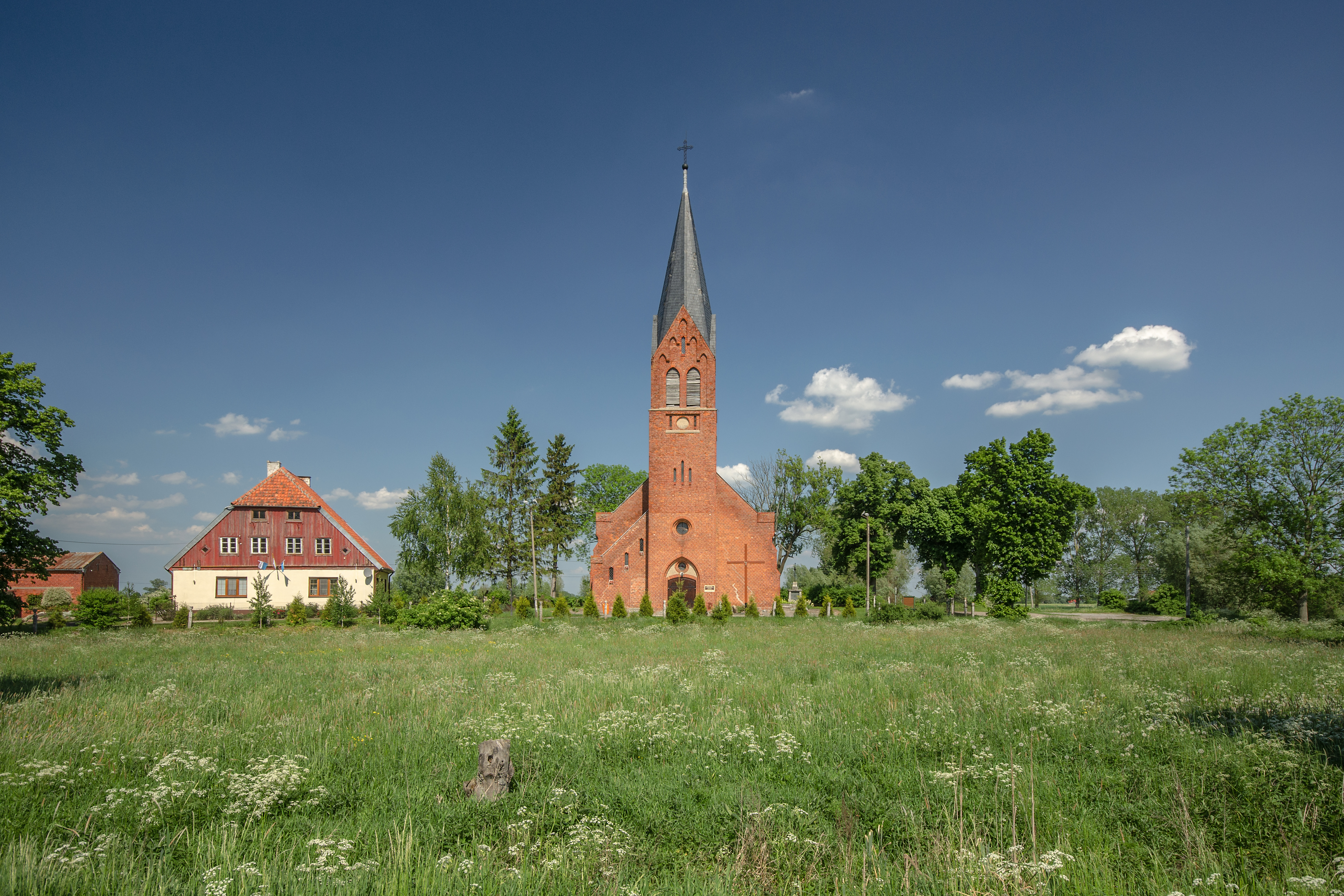
Kościół Wniebowzięcia Najświętszej Marii Panny
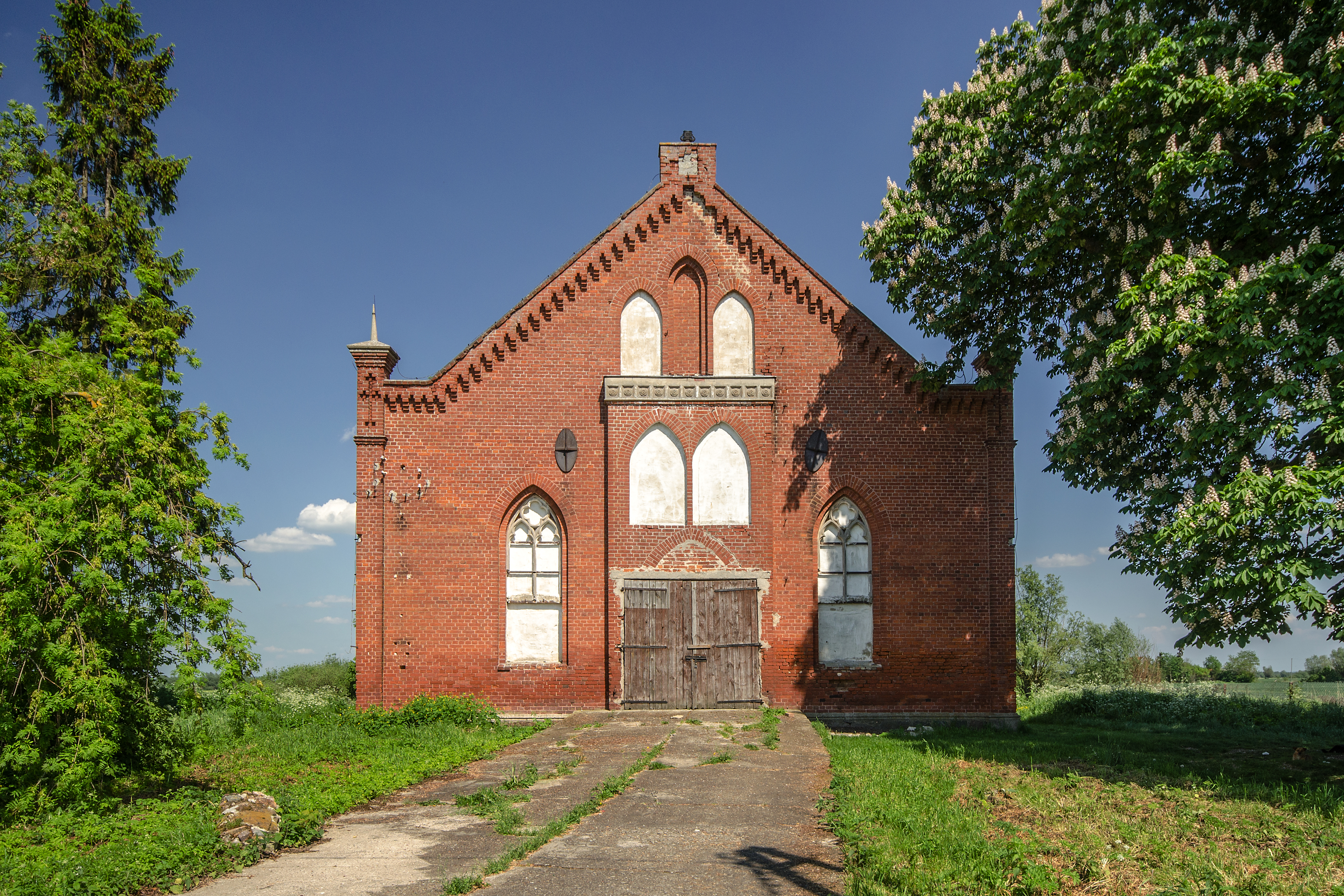
Dawny kościół mennonicki
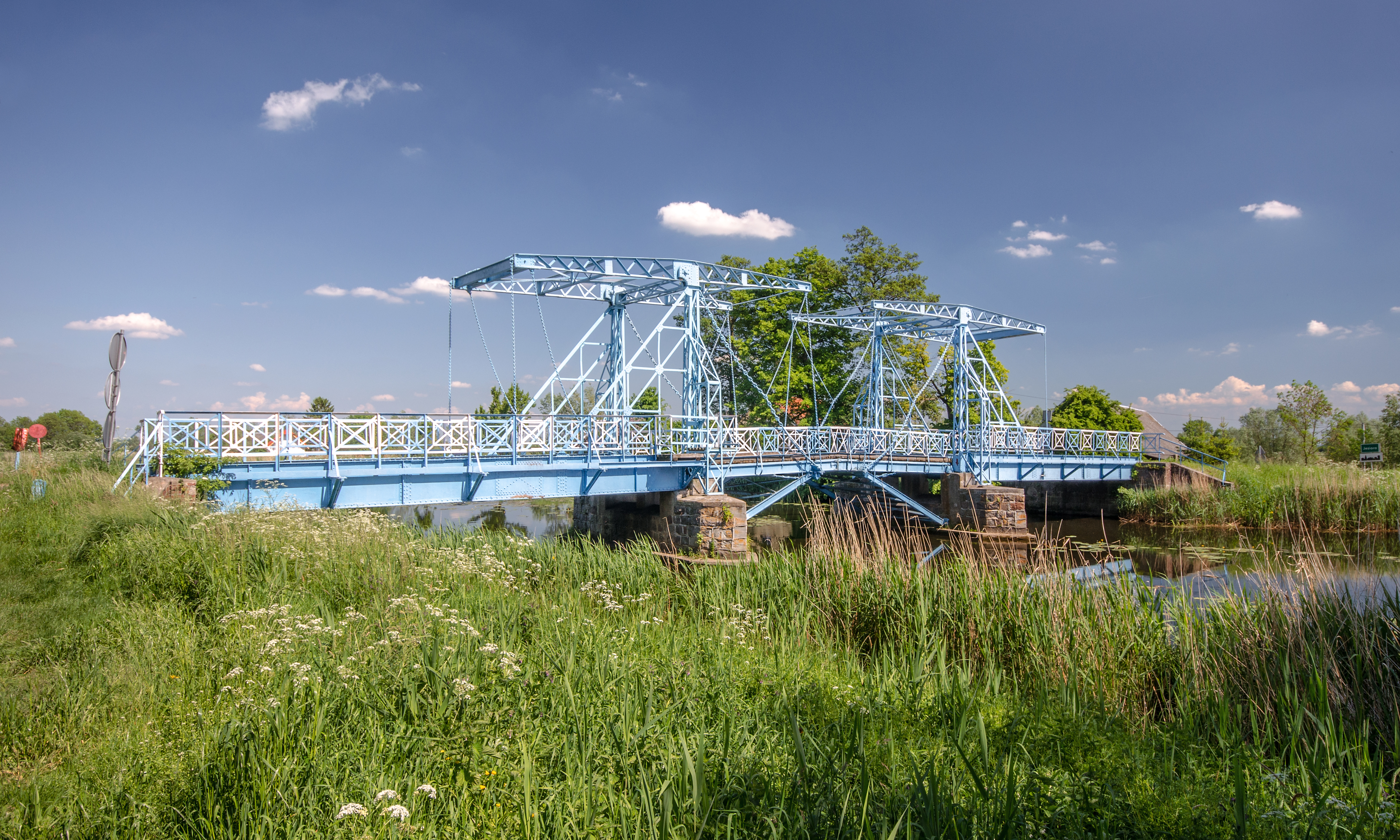
Zwodzony most na Tynie z 1895 roku
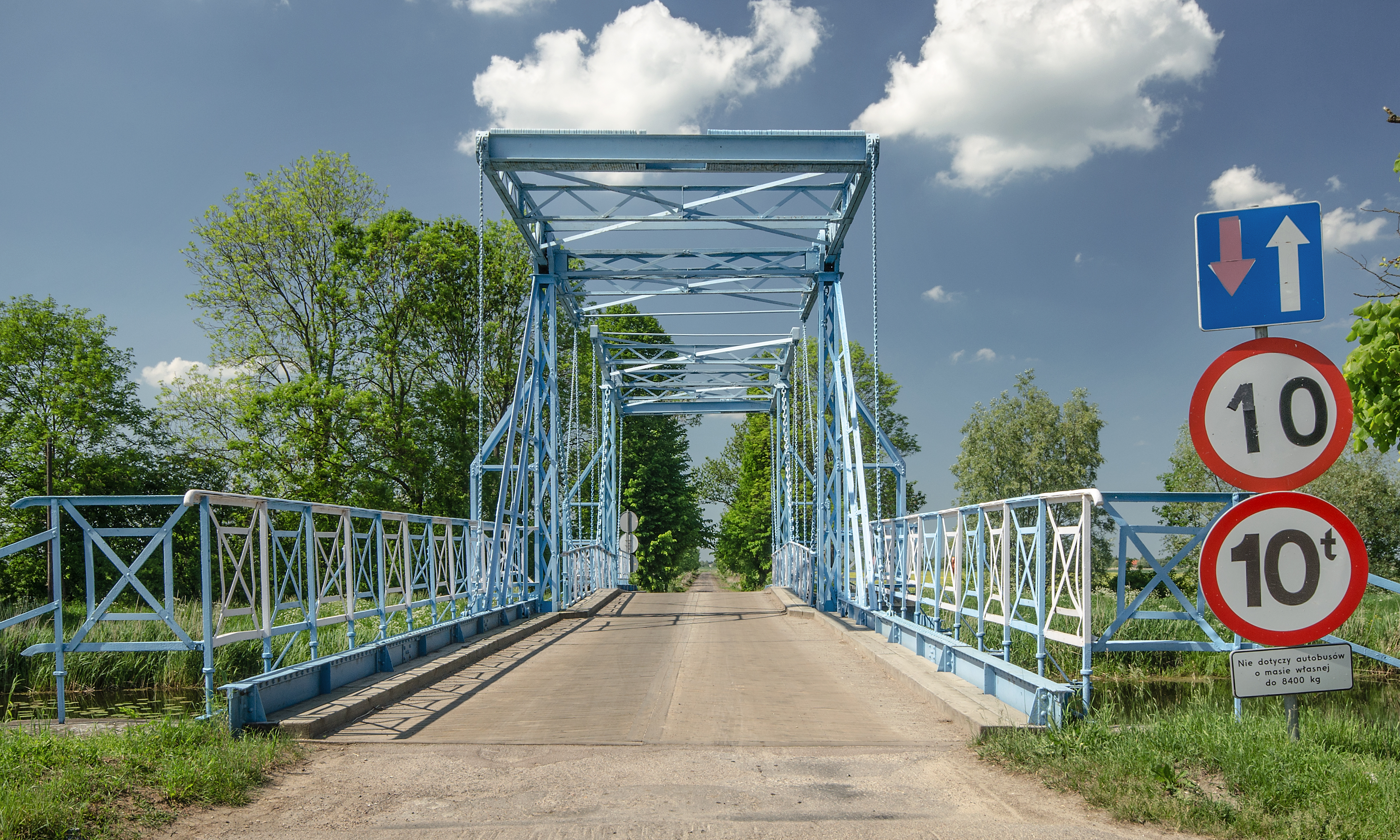
Zwodzony most na Tynie z 1895 roku